# Anthopleura sola
L'anemone raggio di sole (Anthopleura sola Pearse & Francis, 2000) o anemone sole è una attinia della famiglia Actiniidae.

## Descrizione
L'anemone raggio di sole era precedentemente considerata la forma solitaria del comune anemone elegante, ma venne identificata come specie separata nel 2000. L'anemone raggio di sole è un anemone solitario che misura in media 12 cm ma può crescere fino a 25 cm di larghezza, molto più grande dell'anemone elegante. La colonna, di colore da verde chiaro a bianco, è lunga il doppio della sua larghezza quando è estesa. La colonna presenta numerose protuberanze collose (verruche plantari) disposte in file verticali alle quali aderiscono frammenti di ghiaia e conchiglie. Il disco orale è striato radialmente e presenta cinque anelli di tentacoli per l'alimentazione spessi e appuntiti. I tentacoli sono chiari con le punte colorate rosa, blu o lavanda.
L'anemone raggio di sole può essere differenziata dall'anemone elegante per le sue dimensioni maggiori e la consueta forma solitaria. Si differenzia da Anthopleura xanthogrammica per la colorazione delle punte dei tentacoli, del disco orale striato e delle file verticali di verruche.

## Biologia

### Simbiosi
Il colore dell'anemone raggio di sole è in parte dovuto dalla simbiosi con le Zooxantelle nella gastrodermide.

### Riproduzione
L'anemone raggio di sole si riproduce per accoppiamento tra esemplari di sesso differente sessualmente.

## Distribuzione e habitat
L'anemone raggio di sole vive nell'Oceano Pacifico nordoccidentale, dalla California centrale alla Bassa California. Vive nelle zona intercotidale in ambienti rocciosi, spesso al riparo di fessure e anfratti. Quando la marea si ritira, è spesso nascosto da frammenti di conchiglie e altre particelle che vi aderiscono. Vive anche nella zona subtidale, spesso nelle foreste di alghe, fino a una profondità di almeno 20 m.

## Difesa territoriale
L'anemone raggio di sole difende aggressivamente il suo territorio da altri anemoni geneticamente dissimili. Quando incontra una colonia genetica diversa, gli anemoni estendono tentacoli specializzati (chiamati acroragi). Le punte bianche degli acroragi hanno una concentrazione di cellule urticanti (nematocisti) e vengono utilizzate esclusivamente per scoraggiare altre colonie dall'invadere il loro spazio. Le nematocisti pungono l'ectoderma dell'invasore, provocando la necrosi dei tessuti e costringendo il concorrente ad allontanarsi. Il simile anemone elegante possiede anche gli acroragi.